# 马拉尼昂州新费拉
马拉尼昂州新费拉（葡萄牙語：Feira Nova do Maranhão）是巴西马拉尼昂州的一个市镇。总面积1473.272平方公里，总人口7570人，人口密度5.1人/平方公里。